# 西田栄三
西田 栄三（にしだ えいぞう、1927年（昭和2年）2月22日 - 2000年（平成12年）1月20日）は、日本の政治家。元奈良県奈良市長（2期）。

## 経歴
奈良県奈良市出身。1943年（昭和18年）12月、奈良県立商業学校（のち奈良県立奈良商業高等学校、現・奈良県立奈良商工高等学校）を卒業した。卒業後は1946年（昭和21年）9月に奈良市役所に入り、市長公室長、清掃部長、総務部長などを務める。1978年（昭和53年）4月から1984年（昭和59年）8月まで助役を務める。

### 1984年奈良市長選挙
1984年（昭和59年）9月23日の奈良市長選挙に自民党、公明党、民社党の推薦で立候補し、共産党推薦、元県議、諸派の3新人を破って当選した。
※当日有権者数：-人 最終投票率：39.17%（前回比：-pts）
| 候補者名 | 年齢 | 所属党派 | 新旧別 | 得票数   | 得票率 | 推薦・支持                     |
| -------- | ---- | -------- | ------ | -------- | ------ | ------------------------------ |
| 西田栄三 | 57   | 無所属   | 新     | 57,404票 | 68.9%  | 自由民主党・公明党・民社党推薦 |
| 向井弘   | 49   | 無所属   | 新     | 11,487票 | 13.8%  | -                              |
| 岩井忠楠 | 69   | 無所属   | 新     | 11,486票 | 13.8%  | 日本共産党推薦                 |
| 辻山信子 | 43   | 諸派     | 新     | 2,989票  | 3.6%   | -                              |

1988年（昭和63年）9月25日の奈良市長選挙では、先の3党に加え、社会党からも推薦を得て再選を果たした。健康上の理由により、1992年（平成4年）9月に退任した。退任後は入江泰吉記念写真美術財団理事長を務めた。2000年（平成12年）死去。